# Yuri Dubinin
Yuri Dubinin (Nálchik, 7 de octubre de 1930 – 20 de diciembre de 2013) fue un diplomático ruso de la Unión Soviética que desempeñó una importante labor en el restablecimiento y consolidación de las relaciones diplomáticas entre la Unión Soviética y España. Posteriormente, durante la Perestroika, fue embajador de Moscú en Washington.
Nació en 1930 en Kabardino-Balkaria en la Unión Soviética, estudió Historia y posteriormente en el Instituto de Relaciones Internacionales de Moscú e ingresó al servicio diplomático en 1955.
Dubinin fue embajador de la URSS en España entre 1978 y 1986, poco después del restablecimiento de las relaciones diplomáticas en 1977. En 1986, fue nombrado representante permanente de la URSS en las Naciones Unidas. Mientras era embajador en España, Dubinin formó parte de la delegación soviética que negoció en Madrid entre 1980 y 1983, en las reuniones posteriores de la Conferencia sobre la Seguridad y la Cooperación en Europa.
Dubinin era considerado como un duro, al formar parte de los diplomáticos formados bajo el amparo de Andréi Gromyko. Sin embargo, en 1986, el ministro de asuntos exteriores soviético, Eduard Shevardnadze, lo nombró embajador en Estados Unidos (1986-1990), para reemplazar a Anatoli Dobrynin, donde se convirtió en un popularizador de la Perestroika, en Washington. Posteriormente, Dubinin fue embajador en Francia (1990-91) y Ucrania y viceministro de Exteriores de Rusia.
El asteroide (6359) Dubinin fue nombrado así en su honor.